# Chromatomyia succisae
Chromatomyia succisae este o specie de muște din genul Chromatomyia, familia Agromyzidae, descrisă de Erich Martin Hering în anul 1922.
Este endemică în Germania. Conform Catalogue of Life specia Chromatomyia succisae nu are subspecii cunoscute.